# SO Peristeri
SO Peristeri (gr. Σκακιστικός Όμιλος Περιστερίου, Skakistikos Omilos Peristeríu) – grecki klub szachowy z siedzibą w Peristeri, mistrz kraju z 1993 roku.

## Historia
Klub powstał w 1973 roku, chociaż idea jego założenia sięga 1971 roku. Głównym inicjatorem powstania klubu i pierwszym prezesem był Panajotis Karathanosopulos. W 1980 roku klub rozpoczął organizację międzynarodowego turnieju „Papanastasio”. W 1993 roku klub wygrał Alpha Ethniki, zdobywając mistrzostwo kraju. W 1994 roku zespół wystąpił w Pucharze Europy. Po zwycięstwie z CC Anderlecht grecki klub przegrał z Honvéd ASE i Ufą Czelabińsk, nie wychodząc z grupy. W 1996 roku klub wystartował w Pucharze Europy, uczestnicząc jednak jedynie z jednym meczu, przegranym z A64 MILO Ołomuniec. W 1997 roku SO Peristeri zdobył Puchar Grecji. Pod koniec lat 90. zespół spadł z Alpha Ethniki.
W klubie grali m.in.: Jaan Ehlvest, Wasilios Kotronias, Nebojša Nikčević, Joanis Nikolaidis, Michaił Saltajew i Nigel Short.